# Митрополичі сади
Митрополичі сади, Сад собору Святого Юра або Святоюрський парк — сад, розташований біля палацу греко-католицьких митрополитів на території комплексу собору Святого Юрія у Львові.
Парк розташований на схилі Святоюрської гори. У 1772 році був обведений кам'яною загорожею. На початок XIX століття це був мальовничий парк із трьома терасами довкола митрополичого палацу. Це був приклад сакральних садів, якими оточувалися львівські монастирі і храми у минулому.
Парк є володінням УГКЦ. 27 червня 2015 року парк було відкрито для публічних відвідин.

## Історія спорудження
Ще архітектор собору Юра Бернард Меретин до деталей спланував не лише власне саму споруду, але й інтер'єри, декор та навколишню територію садів. Їх реалізація почалася після смерті Меретина. Близько 1762–1771 років довкола митрополичого палацу було закладено декоративний сад на терасах, утриманих потужними підпірними стінами. Кожна з терас протрактована гафтованими квітковими партерами з витонченими візерунчастими заповненнями квадрів, боскетними кабінетами.
Головна вісь об'єднує ансамбль барокових садів при митрополичих палатах та кафедрального собору на Святоюрській горі. Вона починається від тераси вхідного порталу собору, орієнтованого зі сходу на захід і через величний відкритий «вестибюльний» простір соборної площі — курйоли, який можна оглянути, піднявшись на вхідну терасу парадними сходами, продовжується в східному напрямку до західного головного входу митрополичого палацу
За аналогією з ватиканським Бельведером, будівництво якого у XV столітті папа Юрій II доручив архітектору Браманте, з еспланади триступінчастих терас і лоджії митрополичих палат зі східної сторони прочитуються квадри восьми квіткових партерів, центральна композиція декоративного басейну та боскетні зали, виконані згідно з проектом Клеменса Ксаверія Фесінґера у 1771 році (зберігається в Національному музеї у Львові).

### Опис саду собору за планами

План Клеменса Ксаверія Фесінґера

Досі вважалося, що терасовані сади на Святоюрській горі при митрополичих палатах мали такий вигляд, як на опублікованому Тадеушем Маньковським проекті у книзі «Львівські барокові костели» (авторство приписують Бернарду Меретинові.) Згідно із задумом Меретина, від сходу будівлю митрополичих палат з трьох сторін охоплює еспланада верхнього саду в три тераси зі сходами на центральній експозиційній осі, яка зорієнтована на видовжене дзеркало водяного партеру в композиції серединного барокового саду. Головна вісь ансамблю Святоюрської «барокової скелі» Бернарда Меретина завершується величавою панорамою Високого замку та архітектурних ансамблів центу Львова.
На думку Т. Максим'юка, в ансамблі «Святоюрської барокової скелі» ніби відбивається символіка двох світів — матеріального і духовного — згідно з філософією Сковороди.
|  | З духовного — Божого храму — і починається ансамбль кафедрального собору, а завершується величавим дійством мистецтва садів при митрополичих палатах, візуальний простір яких замикає панорама міста |

Святоюрський сад на плані 1857 року

Згідно з задумом Бернарда Меретина, в композиції ансамблю досконало враховані і внутрішні візуальні зв'язки — це дозволяло в деталях оглядати розпланування як серединного саду, де розмістився митрополичий палац, так і нижнього саду, де домінувала головна композиційна вісь. Єдина поперечна вісь з півдня на північ проходить дотично до еспланади терас верхнього саду, на якій розмістився митрополичий палац, і композиції квадратів серединного саду, формуючи коротку композиційну вісь нижнього саду із сходами, гротом під ними та системою потужних підпірних стін. Грот під оглядовою терасою, з якої ведуть двораменні сходи, завершує коротку вісь композиції нижнього саду між двома квітковими партерами та боскетними залами — один зі сходу, другий з заходу. Чотири прямокутні форми квіткових партерів, розташовані впоперек тераси серединного саду, візуально створюють ілюзію наближення до квадратів за рахунок скороченої перспективи. Ті, що розташовані з двох сторін водяного партеру, вирішені за мотивом французьких квіткових партерів вишуканим мереживом квіткового візерунку, а ті, що за ними — більш стриманої композиції. Контурна лінія квіткових партерів на кутах кожного квадру підсилена елементами топіарного мистецтва рослинних форм у вазонах.
На планах Клеменса Ксаверія Фесінґера, виконаних з натури в 1771 році, зовсім інша модель композиції серединного саду. Вісім квадрів з декоративним басейном у формі кола в центрі формують композицію, яка швидше нагадує ренесансний стиль, аніж бароко, тим більше рококо. Про це свідчить хрестоподібна форма розпланування по чотири квадри з обох сторін головної осі з круглим басейном. Саме такими сади зображені на трьох гравюрах кінця XVIII століття:
- Ф. Пернера «Вид Львова» (1775–1777);
- Й. Х. Гафнера «Львів-Лемберг» (1775–1777);
- А. Пріскнера «Панорама Львова» (1786).

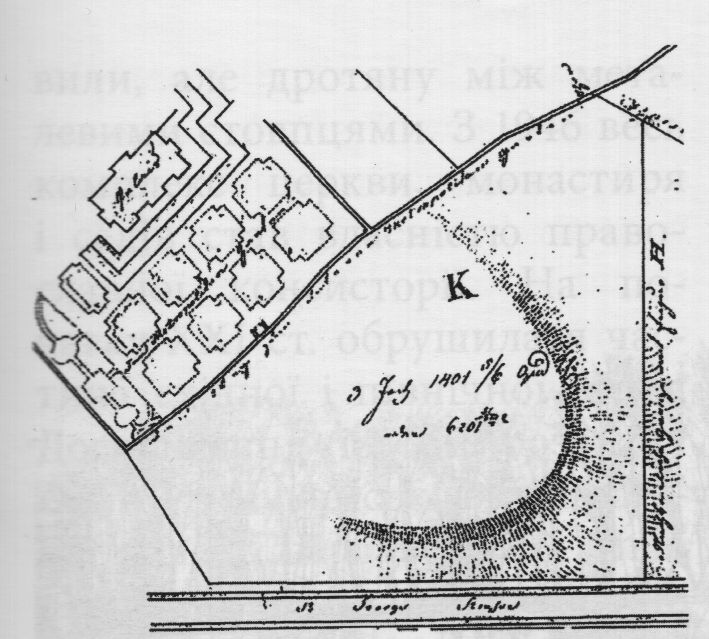
Сад св. Юра на плані Львова, 1828

Окрім того, усі три гравюри свідчать про існування монастирського саду при Городоцькій дорозі без певного розпланування і не засадженого простору на схід від серединного саду.
Панорама Пріскнера чітко показує на існування восьмиквадрового розпланування нижнього саду з фонтанами посередині. Ймовірно, аналогічно розпланований був і серединний, найбільш репрезентативний сад.
На думку Н. Лукомської:
|  | Є ще одне підтвердження діяльності партерової композиції серединного саду — це план митрополичого саду 1828 р., збережений у справах управління греко-католицької митрополії. Бачимо тут чотири пари прямокутних, з увігнутими кутами квадрів, витягнених вздовж тераси з півдня на північ. При стіні від площі Юра — боскетні кабінети. Головну вісь фіксує хіба що грот на східному пряслі підпірного муру. Квадри партеру, судячи з цього плану, були скоріше трав'яними газонами з квітковими рабатами по периметру квадрів |

## Перепланування
Барокові сади на Святоюрській горі, як і багато інших регулярних композицій XVII–XVIII століття, наприкінці XVIII — на початку XIX почали переплановуватися під впливом натуралістичних принципів англійських паркових композицій. З первинної структури лишилися осі, підпірні стіни, окремі фрагменти садів залишили свою декоративність. Загалом же новітні розпланування були із криволінійними алеями та вільно розкиданими куртинами квітів.
У другій половині XIX — на початку XX століття було влаштовано фруктовий сад на східному схилі гори.
Архітектор Іван Левинський виконав проект огорожі, затверджений митрополитом Андреєм Шептицьким, але так і не зреалізований. 1993 року поставили дротяну огорожу між металевими стовпцями. З 1946 року весь комплекс церкви, монастиря і садів перейшов у власність православної консисторії.
На початку XXI століття завалилася частина східної і північної стіни.

## Перспективи реставрації
Давніші дослідження Н. Лукомської так і не були втілені в життя.
Проте на рівні дипломної магістерської праці Ірини Гірняк під керівництвом Тетяни Максим'юк 2000 року були виконані натурні обстеження та пропозиція відтворення композиції Святоюрських барокових садів. Проте до реалізації ці матеріали не запрошені.